# LFO (groupe américain)
Pour les articles homonymes, voir LFO.
LFO (acronyme de Lyte Funkie Ones) est un groupe américain de pop et hip-hop. Il est formé en 1995 et composé des chanteurs Brad Fischetti, Rich Cronin  et Brian « Brizz » Gillis. En 1998, Gillis quitte le groupe et est remplacé par Devin Lima. Le groupe se sépare après la mort de Cronin en 2010 mais se réunit brièvement avec Fischetti et Lima en 2017 avant la mort de Lima un an plus tard.
Le single Summer Girls de LFO atteint la troisième place du Billboard Hot 100 et le groupe compte plus de quatre millions de disques vendus dans le monde.

## Histoire

### Origines et première séparation (1995–2002)
En 1995, à New Bedford, dans le Massachusetts, Rich Cronin et Brad Fischetti rencontrent Brian « Brizz » Gillis. LFO connaît un succès marginal avec le remake de la chanson d'Yvonne Elliman If I Can't Have You, qui rate le Top 40, atteignant la 54e place du UK Singles Chart. En 1997, ils sortent une reprise du tube de 1990 des New Kids on Block Step By Step en single. En 1999, Gillis quitte le groupe pour poursuivre une carrière solo. Gillis décède de causes non révélées le 29 mars 2023, à l'âge de 47 ans.
Ils apparaissent dans The Amanda Show en tant qu'invités vedettes, chantant une chanson pendant qu'Amanda Bynes dansait en arrière-plan avec la signature de l'émission, les « dancing lobster ». À la fin, LFO décrit Amanda comme « la plus belle fille du monde ». À l'été 2001, le groupe sort son deuxième et dernier album, Life Is Good, avec la sortie de seulement deux singles Life Is Good et Every Other Time, qui était la seule sortie commerciale de l'album.
Après des ventes de disques médiocres de l'album et la tendance des boys band de la fin des années 1990 au début des années 2000 qui approchait de sa fin, LFO se sépare en février 2002. Brad Fischetti rappelle des années plus tard que le groupe n'avait pas fini en bons termes au début. « Quand nous sommes sortis de la salle en 2002, c'était comme si un poids avait été enlevé de nos épaules ».

### Post-séparation (2003–2008)
En 2003, Cronin fonde Bad Mood Mike, un groupe pop qui ne se considère pas comme un boys band. Le projet échoue, car il ne produit jamais d'album, et se termine après quelques mois. Cronin fait ensuite partie d'un groupe appelé Loose Cannons, avec Doug Ray. Il fait également partie de l'émission télévisée Mission: Man Band, diffusée sur VH1. En mars 2005, Cronin se fait soigner pour des maux de tête constants et il est diagnostiqué d'une leucémie. Il subit une chimiothérapie à Boston et, en janvier 2006, sa leucémie est en rémission. En 2008, Cronin lance son premier album studio solo intitulé Billion Dollar Sound.
Lima sort son premier morceau solo en 2006, une reprise de la chanson de Sly and the Family Stone, If You Want Me to Stay pour l'album hommage Different Strokes de Different Folks. Cela l'amène à se produire dans le cadre d'un hommage à Sly Stone, lors des Grammy Awards 2006, aux côtés de Steven Tyler et Joe Perry d'Aerosmith, Maroon 5, Joss Stone, John Legend et will.i.am.
Lima, avec son nouveau groupe The Cadbury Diesel, sort son premier album, Mozart Popart en juillet 2008. La sortie est plus orientée rock avec des chansons telles que Hangin' With You et le morceau RnB soul Me Veda. Cadbury Diesel interprète une chanson intitulée Rocky Road pour le film American Pie Presents Beta House (2007). Lima interprète ensuite de la musique sous le pseudonyme Live From Orlando.
Fin 2013, Lima forme un groupe avec les artistes de musique électronique DJ Shakka et Ayj sous le nom de The Mack Pack, sortant deux singles en 2014, Golden et Out of Control (dont une vidéo). Le groupe change ensuite de nom pour devenir Rogue Cherry, avec l'ajout d'Alexandra Foster qui produit un album post-mortem, Harold Lima: Rockwell.
Brad Fischetti devient depuis un militant anti-avortement. Lors d'une manifestation d'un groupe religieux en 2012, il tweete en direct depuis l'extérieur d'une clinique d'avortement. Parmi ses tweets figuraient le nom du médecin, et une citation apparente d'une infirmière qui prétend que les services offerts là-bas sont motivés par des raisons financières. Dans une déclaration à E! News, Fischetti nie avoir harcelé des femmes en dehors de la clinique, mais maintient fermement ses opinions, et déclare qu'il regrettait de ne pas s'être exprimé davantage lorsque LFO était au sommet de sa gloire. Il est également directeur musical d'une église.

### Retour et seconde séparation (2009–2010)
Le 3 juin 2009, LFO publie un article intitulé LFO is Back sur sa page Myspace non officielle qui annonce qu'ils se réunissent et qu'ils partent pour la tournée Malcolm Douglas Tribute à partir du 23 septembre 2009, avec Rookie of the Year, Go Crash Audio et Kiernan McMullan. Une nouvelle chanson intitulée « Summer of My Life » est également annoncée en association avec la réunion.
Cependant, la réunion est de courte durée. Le 28 septembre 2009, LFO annonce via sa page YouTube LFOVIDEOS qu'ils se séparent définitivement. Ils n'ont jamais eu la chance d'enregistrer un troisième album studio en raison de la mort de Cronin.Les membres individuels du groupe prévoient de continuer à faire de la musique avec leurs divers projets parallèles. Rich Cronin décède au Brigham and Women's Hospital de Boston, dans le Massachusetts, le 8 septembre 2010, après avoir lutté contre une leucémie. Il avait 36 ans,.

### Retour et troisième séparation (2017–2018)
En juillet 2017, LFO sort sa première nouvelle chanson après 15 ans et la seule chanson en duo et sans Cronin, intitulée Perfect 10. Elle mettait en vedette les membres survivants de l'époque, Lima et Fischetti, qui déclare à Entertainment Weekly : « Nous sommes sincèrement reconnaissants et excités d'avoir l'opportunité de créer de la nouvelle musique et de faire une nouvelle tournée. La présence de notre regretté grand frère et compagnon de groupe Rich Cronin nous manque. Nous ferons de notre mieux pour le rendre fier, perpétuer son héritage et faire avancer LFO vers l'avenir ».
En octobre 2017, Devin Lima est diagnostiqué d'un cancer des surrénales de stade 4, et se fait retirer un rein. La nouvelle est confirmée par Fischetti. Lima est décédé de son cancer le 21 novembre 2018, à l'âge de 41 ans,,,.

### Retrouvailles d'O-Town, tournéeY2K(depuis 2019)
Le dernier membre encore en vie, Brad Fischetti, commence à tourner avec le groupe de pop O-Town dans une série de concerts pendant la tournée Y2K. Il interprète des chansons de LFO en mémoire de Cronin et Lima, et jure de garder vivant l'héritage de LFO.

## Membres

### Membre actuel
- Brad Fischetti (1995–2002, 2009–2010, 2017–2018, depuis 2024). Brad Fischetti né le 11 septembre 1975 dans l'État de New York, aux États-Unis, est l'unique membre vivant du groupe et à participer à toutes les réunions et séparations du  groupe[20].

### Anciens membres
- Rich Cronin - rap
- Brian Gillis - rap
- Devin Lima - rap

## Discographie

### Albums studio
| Année | Album        | Meilleure position  | Meilleure position | Certification                                 |
| Année | Album        | US[réf. nécessaire] | R-U                | Certification                                 |
| ----- | ------------ | ------------------- | ------------------ | --------------------------------------------- |
| 1999  | LFO          | 21                  | 62                 | - RIAA: Platine - MC: Disque de certification |
| 2001  | Life is Good | 75                  | —                  |                                               |

### Singles
| Année | Single                          | Meilleure position | Meilleure position   | Meilleure position   | Meilleure position    | Meilleure position  | Meilleure position | Album        |
| Année | Single                          | US                 | AUS[réf. nécessaire] | CAN[réf. nécessaire] | ALL [réf. nécessaire] | NZ[réf. nécessaire] | R-U                | Album        |
| ----- | ------------------------------- | ------------------ | -------------------- | -------------------- | --------------------- | ------------------- | ------------------ | ------------ |
| 1997  | (Sex U Up) The Way You Like It  | —                  | —                    | —                    | —                     | —                   | —                  | Inédit       |
| 1997  | Step by Step                    | —                  | —                    | —                    | —                     | 79                  | —                  | Inédit       |
| 1998  | Can Have You                    | 70                 | —                    | —                    | —                     | —                   | 54                 | LFO          |
| 1999  | Summer Girls                    | 3                  | 71                   | 18                   | 56                    | 14                  | 16                 | LFO          |
| 1999  | Girl on TV                      | 10                 | —                    | 39                   | 80                    | —                   | 6                  | LFO          |
| 2000  | Don't Wanna Kiss You Goodnight  | 61                 | —                    | —                    | —                     | —                   | —                  | LFO          |
| 2000  | West Side Story                 | 84                 | —                    | —                    | —                     | —                   | —                  | LFO          |
| 2001  | Every Other Time                | 44                 | —                    | —                    | 98                    | 18                  | 24                 | Life is Good |
| 2002  | Life Is Good (featuring M.O.P.) | —                  | —                    | —                    | —                     | —                   | —                  | Life is Good |
| 2017  | Perfect 10                      | —                  | —                    | —                    | —                     | —                   | —                  | Inédit       |

### Clips
| Année | Titre                            | Réalisateur  | Note(s) |
| ----- | -------------------------------- | ------------ | --- |
| 1997  | (Sex U up) The Way You Like It   | None         | Premier single                                                                                             |
| 1997  | Step by Step                     | Inconnue     | Reprise |
| 1998  | Can't Have You (feat. Kayo)      | Inconnue     | Reprise |
| 1999  | Summer Girls                     | Marcus Raboy | Première avec Devin Lima                                                                                   |
| 1999  | Girl on TV                       | Gregory Dark | Avec la participation exceptionnelle de Jennifer Love Hewitt, alors petite amie de Rich Cronin et actrice. |
| 2000  | I Don't Wanna Kiss You Goodnight | Gregory Dark | |
| 2000  | West Side Story                  | Aucun        | |
| 2001  | Every Other Time                 | Marcus Raboy | |
| 2002  | Life Is Good                     | Inconnue     | |